# Чемпіонат Європи з водних видів спорту 1997
Чемпіонат Європи з водних видів спорту 1997, 23-й за ліком, тривав з 19 до 24 серпня 1997 року в Палаці спорту Са-Пабло у Севільї (Іспанія). Він відбувся під егідою Європейської ліги плавання. Розіграно нагороди з плавання (на довгій воді), плавання на відкритій воді, стрибків у воду, синхронного плавання (жінки) і водного поло.
Під час змагань з плавання встановлено 2 нові рекорди Європи: Агнеш Ковач на дистанції 200 метрів брасом серед жінок і збірна Росії в естафеті 4×100 м вільним стилем серед чоловіків. Олександр Попов повернувся до змагань після того, як невдовзі по завершенні літніх Олімпійських ігор 1996 зазнав у Москві нападу з ножовим пораненням.

## Таблиця медалей
*   Країна-господарка ( Іспанія)
| Місце               | Країна                      | Золото | Срібло | Бронза | Загалом |
| ------------------- | --------------------------- | ------ | ------ | ------ | ------- |
| 1                   | Росія                       | 16     | 9      | 3      | 28      |
| 2                   | Німеччина                   | 15     | 8      | 10     | 33      |
| 3                   | Угорщина                    | 4      | 1      | 2      | 7       |
| 4                   | Італія                      | 3      | 5      | 5      | 13      |
| 5                   | Нідерланди                  | 2      | 2      | 3      | 7       |
| 6                   | Іспанія*                    | 2      | 2      | 2      | 6       |
| 7                   | Ірландія                    | 2      | 2      | 0      | 4       |
| 8                   | Велика Британія             | 2      | 1      | 3      | 6       |
| 9                   | Білорусь                    | 2      | 0      | 1      | 3       |
| 10                  | Франція                     | 1      | 7      | 4      | 12      |
| 11                  | Швеція                      | 1      | 3      | 3      | 7       |
| 12                  | Данія                       | 1      | 0      | 2      | 3       |
| 13                  | Україна                     | 0      | 6      | 3      | 9       |
| 14                  | Словаччина                  | 0      | 3      | 0      | 3       |
| 15                  | Польща                      | 0      | 1      | 1      | 2       |
| 16                  | Союзна Республіка Югославія | 0      | 1      | 0      | 1       |
| 16                  | Ізраїль                     | 0      | 1      | 0      | 1       |
| 18                  | Чехія                       | 0      | 0      | 3      | 3       |
| 19                  | Бельгія                     | 0      | 0      | 2      | 2       |
| 20                  | Австрія                     | 0      | 0      | 1      | 1       |
| 20                  | Румунія                     | 0      | 0      | 1      | 1       |
| 20                  | Фінляндія                   | 0      | 0      | 1      | 1       |
| Загалом (22 збірні) | Загалом (22 збірні)         | 51     | 52     | 50     | 153     |

## Плавання

### Чоловіки
| Дисципліна                           | Золото                                                                   | Срібло                                                                              | Бронза                                                                       |
| ------------------------------------ | ------------------------------------------------------------------------ | ----------------------------------------------------------------------------------- | ---------------------------------------------------------------------------- |
| 50 м вільним стилем                  | Олександр Попов Росія                                                    | Марк Фостер Велика Британія                                                         | Жульєн Сіко Франція                                                          |
| 100 м вільним стилем                 | Олександр Попов Росія                                                    | Ларс Фреландер Швеція                                                               | Олег Рухлевич Білорусь                                                       |
| 200 м вільним стилем                 | Пол Палмер Велика Британія                                               | Массіміліано Росоліно Італія                                                        | Бела Сабадош Угорщина                                                        |
| 400 м вільним стилем                 | Еміліано Брембілья Італія                                                | Массіміліано Росоліно Італія                                                        | Пол Палмер Велика Британія                                                   |
| 1500 м вільним стилем                | Еміліано Брембілья Італія                                                | Ігор Снітко Україна                                                                 | Денис Завгородній Україна                                                    |
| 100 м на спині                       | Мартін Лопес-Суберо Іспанія                                              | Ейтхан Урбах Ізраїль                                                                | Володимир Сельков Росія                                                      |
| 200 м на спині                       | Володимир Сельков Росія                                                  | Емануеле Мерізі Італія                                                              | Ральф Браун Німеччина                                                        |
| 100 м брасом                         | Олександр Гуков Білорусь                                                 | Карой Гюттлер Угорщина                                                              | Даніель Малек Чехія                                                          |
| 200 м брасом                         | Олександр Гуков Білорусь                                                 | Андрій Корнєєв Росія                                                                | Даніель Малек Чехія                                                          |
| 100 м батерфляєм                     | Ларс Фреландер Швеція                                                    | Денис Силантьєв Україна                                                             | Франк Еспозіто Франція                                                       |
| 200 м батерфляєм                     | Франк Еспозіто Франція                                                   | Денис Силантьєв Україна                                                             | Стівен Перрі Велика Британія                                                 |
| 200 м комплексом                     | Марсел Вауда Нідерланди                                                  | Ксав'є Маршан Франція                                                               | Яні Сієвінен Фінляндія                                                       |
| 400 м комплексом                     | Марсел Вауда Нідерланди                                                  | Фредерік Віїд Іспанія                                                               | Роберт Зайбт Німеччина                                                       |
| естафета 4x100 метрів вільним стилем | Росія Олександр Попов Роман Єгоров Денис Піманков Володимир Пишненко     | Німеччина Александер Людеріц Штеффен Цеснер Хрістіан Треґер Торстен Спаннеберґ      | Нідерланди Брам ван Гандел Мартейн Зюйдвеґ Марк Венс Пітер ван ден Гогенбанд |
| естафета 4x200 метрів вільним стилем | Велика Британія Пол Палмер Ендрю Клейтон Ґевін Медоус Джеймс Солтер      | Нідерланди Пітер ван ден Гогенбанд Марк ван дер Зейден Мартейн Зюйдвеґ Марсел Вауда | Німеччина Ларс Конрад Хрістіан Келлер Штефан Поль Штеффен Цеснер             |
| естафета 4x100 метрів комплексом     | Росія Володимир Сельков Андрій Корнєєв Владислав Куликов Олександр Попов | Німеччина Ральф Браун Єнс Круппа Томас Руппрат Хрістіан Треґер                      | Польща Маріуш Сіємбіда Марек Кравчик Марцін Качмарек Бартош Кізеровський     |

### Жінки
| Дисципліна                           | Золото                                                               | Срібло                                                               | Бронза                                                                |
| ------------------------------------ | -------------------------------------------------------------------- | -------------------------------------------------------------------- | --------------------------------------------------------------------- |
| 50 м вільним стилем                  | Наталія Мещерякова Росія                                             | Зандра Фелкер Німеччина                                              | Тереза Альсгаммар Швеція                                              |
| 100 м вільним стилем                 | Зандра Фелкер Німеччина                                              | Мартіна Моравцова Словаччина                                         | Антьє Бушшульте Німеччина                                             |
| 200 м вільним стилем                 | Мішель Сміт Ірландія                                                 | Надія Чемезова Росія                                                 | Камелія Аліна Потек Румунія                                           |
| 400 м вільним стилем                 | Даґмар Газе Німеччина                                                | Мішель Сміт Ірландія                                                 | Керстін Кільґас Німеччина                                             |
| 800 м вільним стилем                 | Керстін Кільґас Німеччина                                            | Карла Ґертс Нідерланди                                               | Яна Генке Німеччина                                                   |
| 100 м на спині                       | Антьє Бушшульте Німеччина                                            | Роксана Меречиняну Франція                                           | Зандра Фелкер Німеччина                                               |
| 200 м на спині                       | Кетлін Рунд Німеччина                                                | Антьє Бушшульте Німеччина                                            | Роксана Меречиняну Франція                                            |
| 100 м брасом                         | Агнеш Ковач Угорщина                                                 | Світлана Бондаренко Україна                                          | Бріжитт Бекю Бельгія                                                  |
| 200 м брасом                         | Агнеш Ковач Угорщина                                                 | Аліція Пенчак Польща                                                 | Бріжитт Бекю Бельгія                                                  |
| 100 м батерфляєм                     | Метте Якобсен Данія                                                  | Мартіна Моравцова Словаччина                                         | Юганна Шеберг Швеція                                                  |
| 200 м батерфляєм                     | Марія Пелаес Іспанія                                                 | Мішель Сміт Ірландія                                                 | Метте Якобсен Данія                                                   |
| 200 м комплексом                     | Оксана Верьовка Росія                                                | Мартіна Моравцова Словаччина                                         | Яна Клочкова Україна                                                  |
| 400 м комплексом                     | Мішель Сміт Ірландія                                                 | Яна Клочкова Україна                                                 | Гана Черна Чехія                                                      |
| естафета 4x100 метрів вільним стилем | Німеччина Катрін Майснер Зімоне Озіґус Антьє Бушшульте Зандра Фелкер | Швеція Луїза Єнке Юзефіна Ліллгаге Малін Сванстрем Тереза Альсгаммар | Росія Світлана Лешукова Наталія Мещерякова Інна Яїцька Надія Чемезова |
| естафета 4x200 метрів вільним стилем | Німеччина Даґмар Газе Яніна Ґец Антьє Бушшульте Керстін Кільґас      | Швеція Луїза Єнке Юзефіна Ліллгаге Юганна Шеберг Малін Сванстрем     | Данія Брітт Робю Беріт Пуґґаард Метте Якобсен Дітте Єнсен             |
| естафета 4x100 метрів комплексом     | Німеччина Антьє Бушшульте Зільвія Ґераш Катрін Майснер Зандра Фелкер | Росія Ольга Кочеткова Ольга Ландик Світлана Ваньо Наталія Мещерякова | Велика Британія Сара Прайс Джеймі Кінґ Керолайн Фут Карен Пікерінґ    |

## Плавання на відкритій воді

### Чоловіки
| Дисципліна              | Золото                | Срібло                                   | Бронза              |
| ----------------------- | --------------------- | ---------------------------------------- | ------------------- |
| 5 км на відкритій воді  | Олексій Акатьєв (RUS) | Євген Безрученко (RUS)                   | Лука Бальдіні (ITA) |
| 25 км на відкритій воді | Олексій Акатьєв (RUS) | Хрістоф Вандрач (GER) Стефан Лекат (FRA) |                     |

### Жінки
| Дисципліна              | Золото            | Срібло                 | Бронза              |
| ----------------------- | ----------------- | ---------------------- | ------------------- |
| 5 км на відкритій воді  | Пеґґі Бюхзе (GER) | Валерія Каспріні (ITA) | Ріта Ковач (HUN)    |
| 25 км на відкритій воді | Ріта Ковач (HUN)  | Валерія Каспріні (ITA) | Едіт ван Дейк (NED) |

## Стрибки у воду

### Чоловіки
| Дисципліна               | Золото                                 | Срібло                                 | Бронза                                  |
| ------------------------ | -------------------------------------- | -------------------------------------- | --------------------------------------- |
| Трамплін, 1 м            | Андреас Вельс Німеччина                | Голґер Шлеппс Німеччина                | Рафаель Альварес Іспанія                |
| Трамплін, 3 м            | Дмитро Саутін Росія                    | Андреас Вельс Німеччина                | Штефан Аренс Німеччина                  |
| Вишка, 10 м              | Ян Гемпель Німеччина                   | Ярослав Макогін Україна                | Гайко Маєр Німеччина                    |
| Синхронний трамплін, 3 м | Голґер Шлеппс Александер Меш Німеччина | Хосе Луїс Ідальго Рубен Сантос Іспанія | Дональд Міранда Нікола Марконі Італія   |
| Синхронна вишка, 10 м    | Ян Гемпель Міхаель Кюне Німеччина      | Ігор Лукашин Олександр Варламов Росія  | Фредерік П'єр Жіль Емптоз-Лакот Франція |

### Жінки
| Дисципліна               | Золото                                  | Срібло                               | Бронза                          |
| ------------------------ | --------------------------------------- | ------------------------------------ | ------------------------------- |
| Трамплін, 1 м            | Віра Ільїна Росія                       | Ірина Лашко Росія                    | Дерте Лінднер Німеччина         |
| Трамплін, 3 м            | Юлія Пахаліна Росія                     | Віра Ільїна Росія                    | Анна Ліндберґ Швеція            |
| Вишка, 10 м              | Ольга Христофорова Росія                | Анніка Вальтер Німеччина             | Світлана Сербіна Україна        |
| Синхронний трамплін, 3 м | Клаудія Бокнер Конні Шмальфус Німеччина | Ірина Лашко Юлія Пахаліна Росія      | Хулія Крус Долорес Саес Іспанія |
| Синхронна вишка, 10 м    | Уте Веціґ Анке Піпер Німеччина          | Жюлі Дано Оділь Арболь-Сушон Франція | Маріон Райфф Аня Ріхтер Австрія |

## Синхронне плавання
| Дисципліна | Золото | Срібло | Бронза |
| ---------- | --- | --- | --- |
| Solo       | Ольга Сєдакова Росія | Віржині Дідьє Франція                                                                                          | Джованна Бурландо Італія                                                                                                   |
| Дует       | Ольга Бруснікіна Марія Кисельова Росія                                                                                         | Віржині Дідьє Міріам Ліньйо Франція                                                                            | Джада Баллан Серена Б'янкі Італія                                                                                          |
| Команда    | Олена Азарова Олена Баранцева Ольга Бруснікіна Наталія Груздьова Марія Кисельова Ольга Медведєва Ольга Новокщонова Анна Юряєва | Аньєс Берте Віржині Дідьє Жулі Фабр Міріам Ліньйо Ізабель Манабль Дельфін Марешаль Шарлотт Массардьє Ева Ріффе | Джада Баллан Серена Б'янкі Джованна Бурландо Брунелла Каррафеллі К'яра Кассін Алессія Луккіні Летіція Нуццо Клара Поркетто |

## Водне поло

### Командна першість (чоловіки)
| Дисципліна        | Золото   | Срібло                      | Бронза |
| ----------------- | -------- | --------------------------- | ------ |
| Командна першість | Угорщина | Союзна Республіка Югославія | Росія  |

### Командна першість (жінки)
| Дисципліна        | Золото | Срібло | Бронза     |
| ----------------- | ------ | ------ | ---------- |
| Командна першість | Італія | Росія  | Нідерланди |